# Протистояння Агассі-Сампрас
|                             |  |  |
| Андре Агассі та Піт Сампрас |  |  |

Протистояння Агассі-Сампрас - протистояння двох американських тенісистів Піта Сампраса та Андре Агассі. Вони домінували у чоловічому тенісі у 1990-х роках. Сампрас провів на першому місці рейтингу 286 тижнів, що на той момент було рекордом, а Агассі - 101 тиждень. Вони грали у різних манерах та провели між собою 34 матчі у період 1989-2002 років. Сампрас переміг у 20 із них, а Агассі - у 14. Їхнє протистояння було названо одним із найвизначніших в історії тенісу.
На момент завершення кар'єри Сампрас був рекордсменом за кількістю перемог на ТВШ (14 титлуів), а Агассі - єдиним, хто зумів зібрати кар'єрний "Золотий шолом" (перемоги на всіх ТВШ та на Олімпіаді)..

## Статистика

### Агассі-Сампрас (14–20)
| Легенда            |
| Великий шолом      |
| Підсумковий турнір |
| Мастерс            |
| Світовий Тур ATP   |

| No. | Рік  | Турнір                | Покриття | Раунд | Переможець | Рахунок                        |
| --- | ---- | --------------------- | -------- | ----- | ---------- | ------------------------------ |
| 1   | 1989 | Мастерс Рим           | ґрунт    | 1/16  | Агассі     | 6–2, 6–1                       |
| 2   | 1990 | Філадельфія           | килим    | 1/8   | Сампрас    | 5–7, 7–5, retired              |
| 3   | 1990 | US Open               | хард     | Ф     | Сампрас    | 6–4, 6–3, 6–2                  |
| 4   | 1990 | ATP World Tour Finals | килим    | ГР    | Агассі     | 6–4, 6–2                       |
| 5   | 1991 | ATP World Tour Finals | килим    | ГР    | Сампрас    | 6–3, 1–6, 6–3                  |
| 6   | 1992 | Атланта               | ґрунт    | Ф     | Агассі     | 7–5, 6–4                       |
| 7   | 1992 | Ролан Гаррос          | ґрунт    | ЧФ    | Агассі     | 7–6(6), 6–2, 6–1               |
| 8   | 1993 | Вімблдон              | трава    | ЧФ    | Сампрас    | 6–2, 6–2, 3–6, 3–6, 6–4        |
| 9   | 1994 | Мастерс Маямі         | хард     | Ф     | Сампрас    | 5–7, 6–3, 6–3                  |
| 10  | 1994 | Осака                 | хард     | ПФ    | Сампрас    | 6–3, 6–1                       |
| 11  | 1994 | Мастерс Париж         | килим    | ЧФ    | Агассі     | 7–6(6), 7–5                    |
| 12  | 1994 | ATP World Tour Finals | килим    | ПФ    | Сампрас    | 4–6, 7–6(5), 6–3               |
| 13  | 1995 | Australian Open       | хард     | Ф     | Агассі     | 4–6, 6–1, 7–6(6), 6–4          |
| 14  | 1995 | Мастерс Індіан-Веллс  | хад      | Ф     | Сампрас    | 7–5, 6–3, 7–5                  |
| 15  | 1995 | Мастерс Маямі         | хард     | Ф     | Агассі     | 3–6, 6–2, 7–6(3)               |
| 16  | 1995 | Мастерс Канада        | хард     | Ф     | Агассі     | 3–6, 6–2, 6–3                  |
| 17  | 1995 | US Open               | хард     | Ф     | Сампрас    | 6–4, 6–3, 4–6, 7–5             |
| 18  | 1996 | SAP Open              | хард     | Ф     | Сампрас    | 6–2, 6–3                       |
| 19  | 1996 | Штутгарт              | килим    | ЧФ    | Сампрас    | 6–4, 6–1                       |
| 20  | 1996 | ATP World Tour Finals | килим    | ГР    | Сампрас    | 6–2, 6–1                       |
| 21  | 1998 | Сан-Хосе              | хард     | Ф     | Агассі     | 6–2,6–4                        |
| 22  | 1998 | Мастерс Монте-Карло   | ґрунт    | 1/16  | Сампрас    | 6–4, 7–5                       |
| 23  | 1998 | Мастерс Канада        | хард     | ЧФ    | Агассі     | 6–7(5), 6–1, 6–2               |
| 24  | 1999 | Вімблдон              | трава    | Ф     | Сампрас    | 6–3, 6–4, 7–5                  |
| 25  | 1999 | Лос-Анджелес          | хард     | Ф     | Сампрас    | 7–6(3), 7–6(1)                 |
| 26  | 1999 | Мастерс Цинциннаті    | хард     | ЧФ    | Сампрас    | 7–6(7), 6–4                    |
| 27  | 1999 | ATP World Tour Finals | хард     | ГР    | Агассі     | 6–2, 6–2                       |
| 28  | 1999 | ATP World Tour Finals | Хард     | Ф     | Сампрас    | 6–1, 7–5, 6–4                  |
| 29  | 2000 | Australian Open       | хард     | ПФ    | Агассі     | 6–4, 3–6, 6–7(0), 7–6(5), 6–1  |
| 30  | 2001 | Мастерс Індіан-Веллс  | хад      | Ф     | Агассі     | 7–6(5), 7–5, 6–1               |
| 31  | 2001 | Лос-Анджелес          | хард     | Ф     | Агассі     | 6–4, 6–2                       |
| 32  | 2001 | US Open               | хард     | ЧФ    | Сампрас    | 6–7(7), 7–6(2), 7–6(2), 7–6(5) |
| 33  | 2002 | Х'юстон               | ґрунт    | ПФ    | Сампрас    | 6–1, 7–5                       |
| 34  | 2002 | US Open               | хард     | Ф     | Сампрас    | 6–3, 6–4, 5–7, 6–4             |

## Резюме протистояння
- Усі матчі: Сампрас 20–14
- На харді: Сампрас, 11–9
- На траві: Сампрас, 2–0
- На ґрунті: Агассі, 3–2
- На килимі: Самправс, 5–2
- Матчі на Мастерсах: Агассі, 5–4
- Фінали Мастерсів: Агассі, 3–2
- Матчі на ТВШ: Сампрас, 6–3
- Фінали ТВШ: Сампрас, 4–1
- Матчі на Підсумковому турнірі: Сампрас, 4–2
- Фінали Підсумкового турніру: Сампрас, 1–0
- Усі фінали: Сампрас, 9–7